# Joseph de Richery

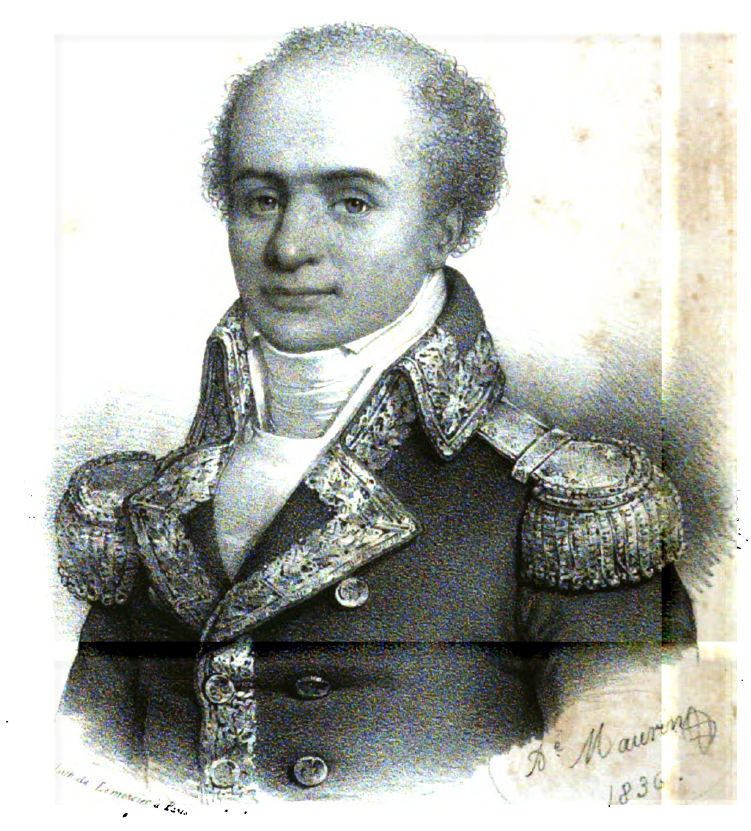
Joseph de Richery

Joseph de Richery (* 13. September 1757 in Allons, Frankreich; † 23. Dezember 1798 in Éoulx, heute Gemeinde Castellane) war ein französischer Seeoffizier vor und während der französischen Revolution. Er beendete seine Karriere im Rang eines Konteradmirals.

## Biografie

### Im Ancien Régime
Richery hatte italienische Vorfahren, die sich im 15. Jahrhundert in der Provence niederließen. In seiner Jugend war er Protege der Familie de Glandevès, die es ihm ermöglichte, in die Französische Marine einzutreten und dort aufzusteigen. Mit neun Jahren war er Schiffsjunge und wurde 1774 Kadett. 1777 war er Garde du Pavillon und im folgenden Jahr Enseigne de Vaisseau (Fähnrich).
Während des Amerikanischen Unabhängigkeitskrieges zeichnete er sich bei der Belagerung von Newport, unter der Führung von Charles Henri d’Estaing, dadurch aus, dass er die gegen das französische Geschwader gestarteten britischen Brander ablenken konnte. Im Oktober 1779 diente er in Savannah, er war an der Eroberung von St. Vincent und Grenada beteiligt.
Von 1781 bis 1785 diente er im Indischen Ozean unter Suffren (der wie er aus der Provence stammte) und erhielt sein erstes Kommando, das er bis 1789 in indischen und chinesischen Gewässern ausübte. Anschließend wurde er zum Leutnant ernannt. In Macau traf er La Pérouse und einigen seiner Offiziere wurde erlaubt, sich seiner Expedition anzuschließen, um den Personalmangel nach dem Untergang zweier seiner Beiboote in der Lituya Bay (Alaska) auszugleichen.

### Französische Revolution

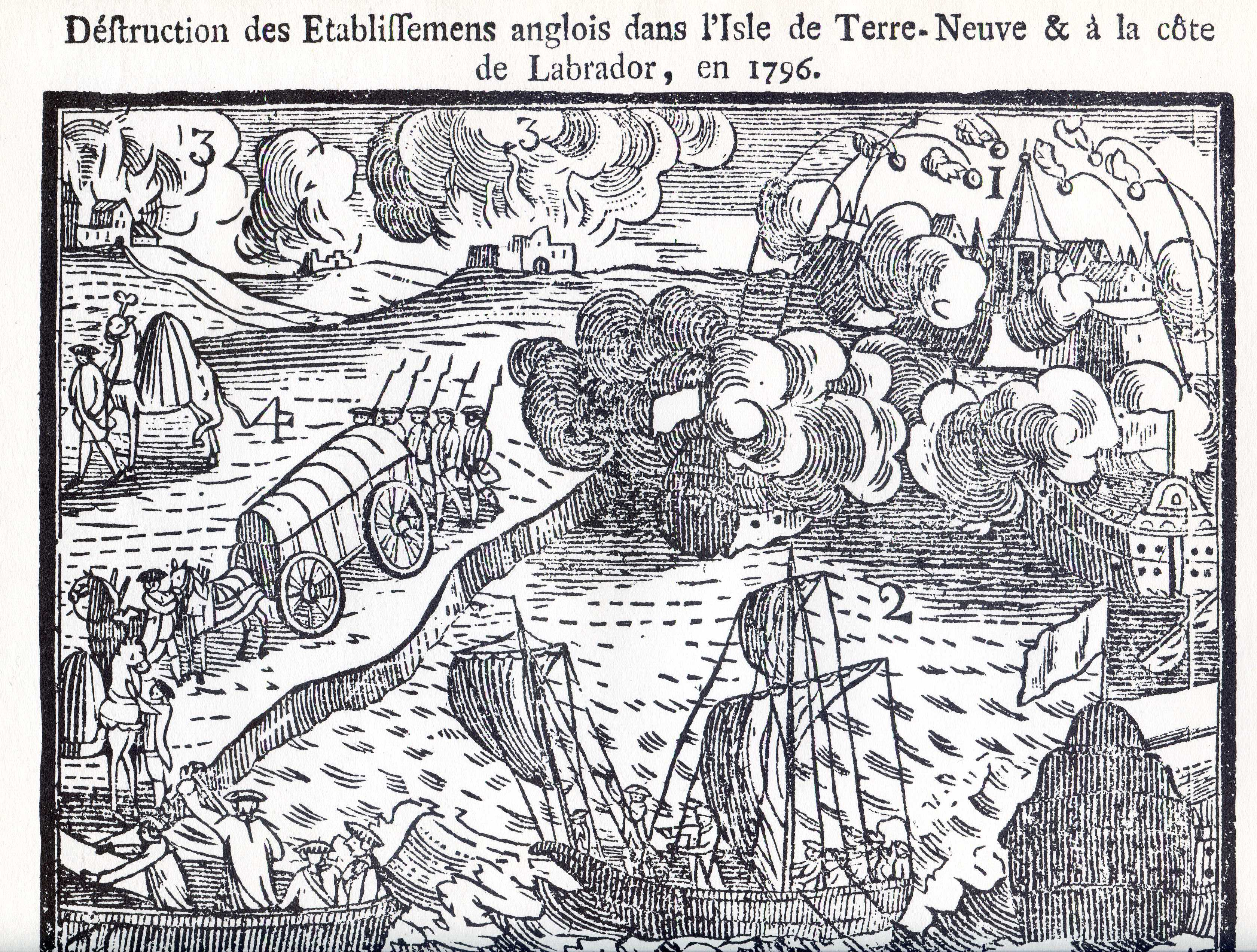
Richerys Angriff auf die englischen Siedlungen in Neufundland im Jahr 1796. Zeitgenössischer Holzschnitt. Iconographie Bibliothèque Nationale.

1793 wurde er zum Capitaine de Vaisseau (Kapitän zur See) auf der Bretagne ernannt. Nach den Meutereien von Quiberon ließ Jeanbon St. André ihn verhaften, weil er nicht in der Lage war, auf seinem Schiff Ordnung und Disziplin aufrechtzuerhalten. Er wurde allerdings bereits 1794 wieder eingestellt und erhielt den Rang eines Konteradmirals.
In der Folge befehligte er ein Geschwader von sechs Linienschiffen und drei Fregatten mit Sitz in Toulon im Mittelmeer. Nachdem er den Hafen am 14. September verlassen hatte, passierte er Gibraltar und kaperte am 7. Oktober 1795 einen großen Konvoi von Handelsschiffen (dreißig Handelsschiffe und das Linienschiff Censeur) in der Nähe von Cádiz. Trotz der britischen Blockade verkaufte er die Beute auch in diesem Hafen. Ende 1795 brach er nach Saint-Domingue auf und bekämpfte einen weiteren feindlichen Konvoi. Im August 1796 stach er erneut von Toulon in See und führte dann Aktionen an den Küsten Neufundlands und Labradors durch. Er erreichte Neufundland am 28. August und Bay Bulls im September 1796. In der Folge kaperte und versenkte er etwa 80 Schiffe, bekämpfte und störte die britische Fischerei, beschoss und brandschatzte die Inseln Saint-Pierre und Miquelon nieder und beschoss Signal Hill, der den Hafen von St. John’s schützte, allerdings ohne eine Wirkung zu erzielen.
Anschließend lief er im November Richtung Rochefort aus und schaffte es dann, wegen der britischen Geschwaders Anfang Dezember Brest anzusteuern, was ihm die Teilnahme an der Irland-Expedition unter der Führung von Admiral François Joseph Bouvet ermöglichte.
In der Folge erkrankte er, zog sich nach Allons zurück und starb dort.